# Kaiserbach
Der Kaiserbach oder Sparchenbach ist ein Flusslauf im Kaisergebirge im Tiroler Unterland (Österreich). Er entspringt auf ca. 1400 m ü. A. beim Stripsenjoch, verläuft in westlicher Richtung durch das Kaisertal und mündet bei Kufstein/Sparchen in den Inn.
Der Kaiserbach war bis Anfang des 20. Jahrhunderts bedeutend für die Forstwirtschaft. Gefällte Holzstämme wurden aus zahlreichen Waldhängen in den Seitentälern des Kaisertals hinunter zum Bachlauf gezogen. An mehreren Staustufen wurde der Kaiserbach gestaut. Beim nachfolgenden Öffnen der Stauschleusen entstand eine starke Strömung, mit der die angesammelten Holzstämme in mehreren Etappen bis nach Kufstein hinunter befördert werden konnten.
Die Staustufen wurden Klausen genannt und der Holztransport Trift. Heute sind nur noch die Haupttrift-Klause als restauriertes Sammelbecken am Bachbett, sowie die dazugehörige Klaushütte, die früher als Arbeiterunterkunft diente, erhalten.
Der Bach bildet großteils die Gemeindegrenze zwischen Kufstein und Ebbs.

## Galerie

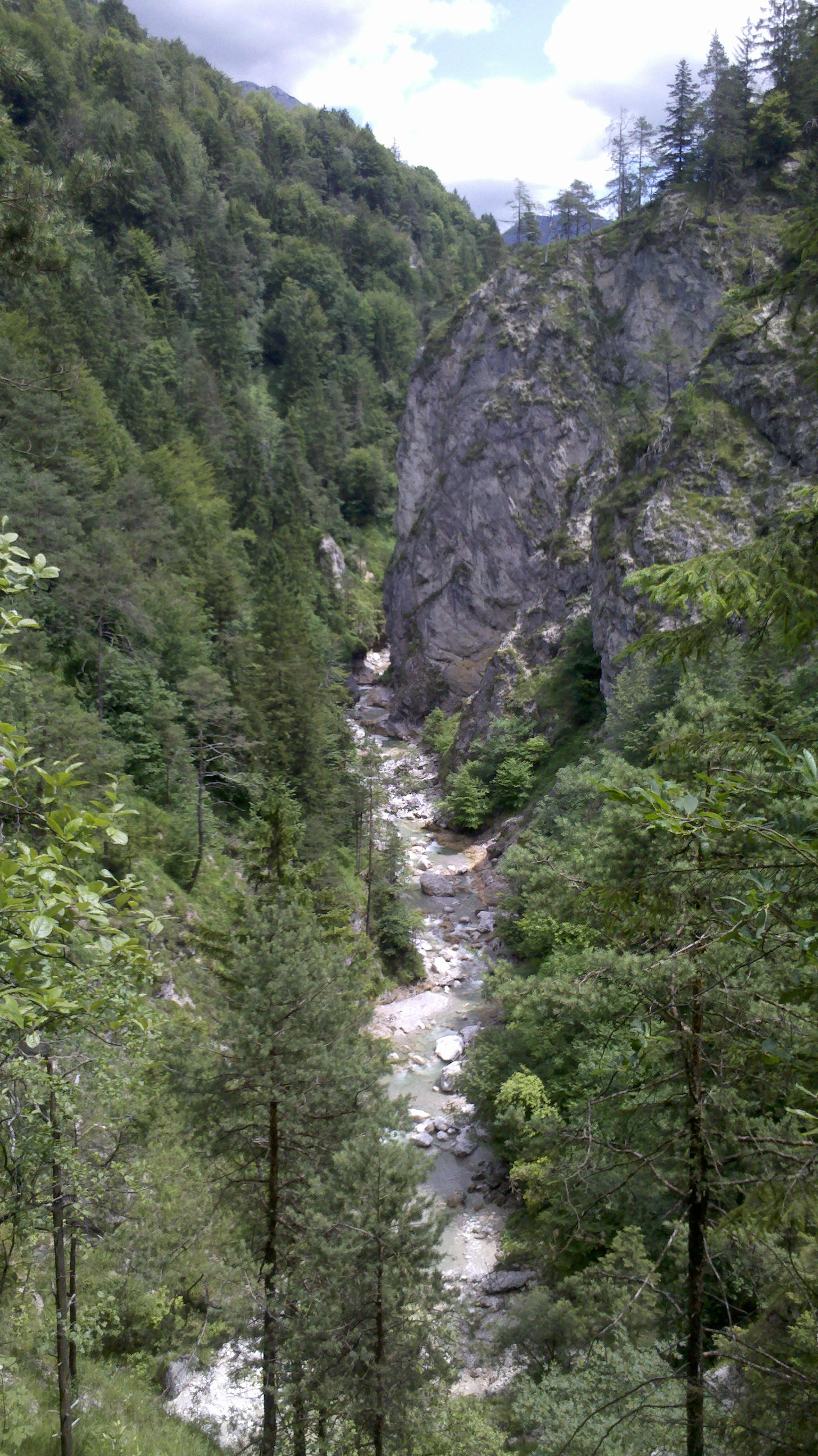
Kaiserbach in der Nähe des Steigs zur Tischofer Höhle
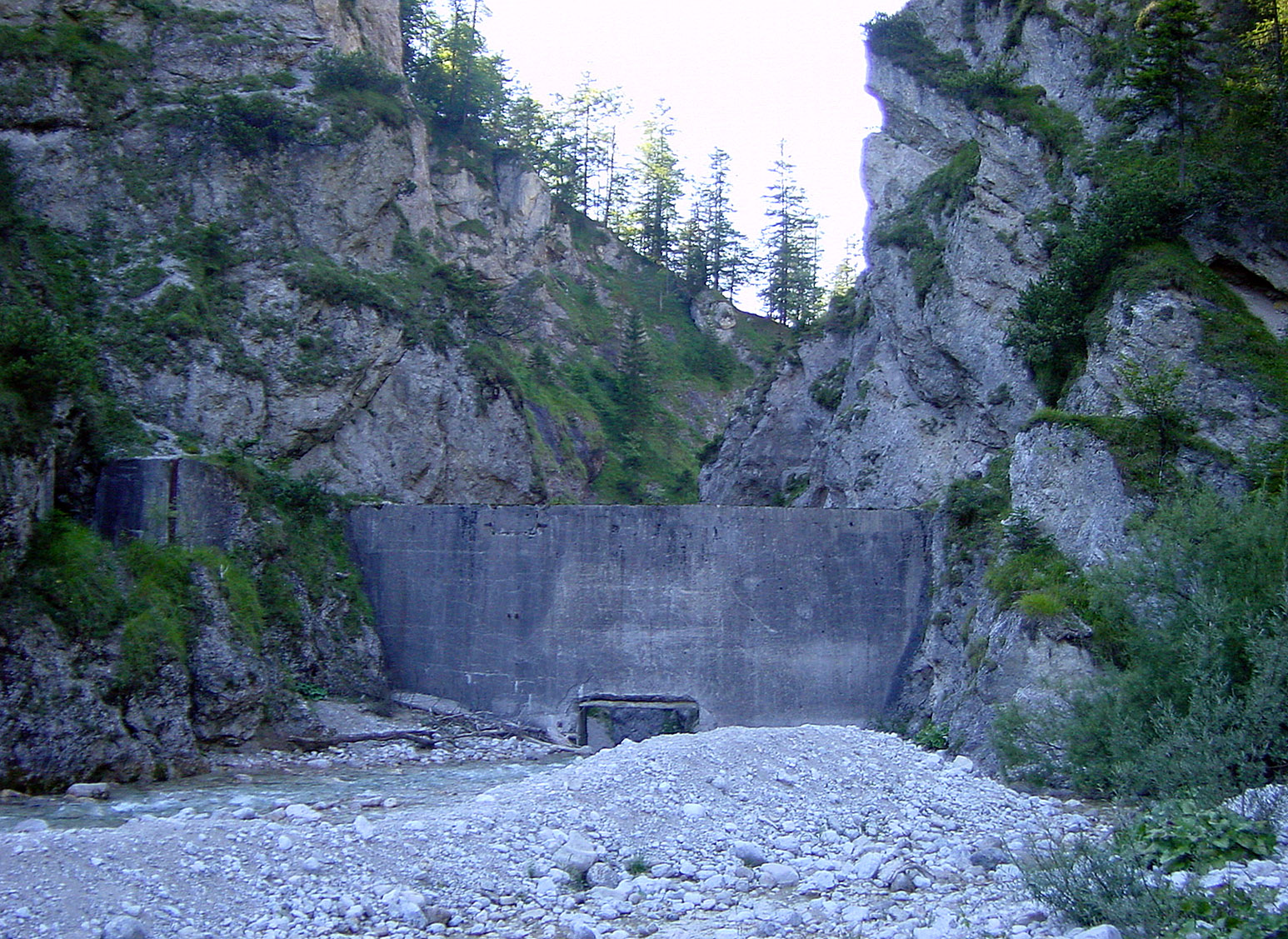
Die Haupttrift-Klause